# 必殺卓球人
『必殺卓球人』（ひっさつたっきゅうにん）は、いとう杏六による日本の漫画作品。『週刊少年チャンピオン』（秋田書店）にて連載された。全34話で題名は「○○で勝負!!」である。単行本は全4巻。テレビの必殺シリーズとは関係は無い。

## 概要
卓球部に所属する六袋岩男は凄腕の卓球選手だが、全く練習はせず、むしろ色々な方法や怪我で棄権させ、なるべく試合を避けて優勝を狙う陰気な男。しかし彼の優勝を阻むべく、それを上回る色物たちが彼の目の前に立ち塞がるのであった。

## 登場人物
六袋 岩男（ろくぶくろ いわお）
南中卓球部の主将。地区大会で優勝するほどの実力があるが、性格は卑怯で極悪。勝つためには手段を選ばず、様々な卑怯な手を使い老人だろうと容赦しない。練習試合に行くのに、バックの中には包丁や斧、ダイナマイトにスタンガンなどを持ってきており、その卑怯ぶりには相手選手が呼び出した悪魔やヤクザが気に入るほどである。
ラケットはペンホルダーを使い、ラバーの接着には、接着シートでなければ嫌というこだわりがある。
夢遊病者であり、嫌なことがあった日の夜は必ず猛練習の夢を見るらしい。このことは西崎ら2年生に恐れられており、合宿中機嫌を損ねないようにされていたが、誤解により機嫌を損ねてしまう。そのため、毎晩部員達を強豪チームにふさわしくなるよう鍛えていた。ちなみに昼は焼きそば大食い大会などをやり、別の意味の地獄を味わわせていた。
小学校低学年までは大人しい普通の少年であった。教育実習生の矢島先生の持ってきたウサギのサチコの世話を自ら買って出るが、卓球クラブに入部後、すっかり卓球にのめりこんでしまったため、エサを与えるのを忘れてしまい、死なせてしまう。供養のため坊主頭になるが、サチコの寿命は短く、矢島先生の点数稼ぎのために持ってこられたことを知る。翌日、矢島先生は失踪し、学校裏の古井戸から発見されるが、この事件に関与しているかは不明。その後、性格は急変し今に至る。
猫が大好きであり、抱くと他の部員に見せられないほど情けない姿になる。
大食漢であり、早食いを行っている店には六袋禁止の店もあるほどである。また商店街に現れただけで、飲食店はシャッターを下ろしてしまう。
10年後は25歳で最年少議員となるが、海外視察のためB国に向かう途中に飛行機がミサイルで撃墜されてしまう。生存の可能性は絶望的であったが、B国のサバンナである村をマサカリ族から守り、神として崇められていた。
必殺技
カミソリサーブ
ボールに手裏剣のように刃がついており、最も多用した。峰打ち用に刃に吸盤がついているのもある。
六袋流必殺戦法（ろくぶくろりゅうひっさつせんぽう）
フォームを全く変えずに、回転方向だけを変えて打つ。
良心の呵責攻撃（りょうしんのかしゃくこうげき）
今村刑事戦で使用。職務より卓球を優先したため使用し、動揺を誘った。
必殺注射打ち（ひっさつちゅうしゃうち）
前沢明戦で使用。腕をほとんど振らず注射を打つようなフォームで打つが、ボールには強烈なバックスピンがかかっている。
必殺死神の舞（ひっさつしにがみのまい）
官神三戦で使用。観客を含め、コートに視線を釘づけにしている間に、カミソリボールを上方に打ち、体育館の水銀灯を相手選手に落とす技。
必殺ベアナックルサーブ（ひっさつベアナックルサーブ）
桐生卓寺郎戦で使用。桐生の得意技である「スピードナックルサーブ」を打つと見せかけ、相手に向かって飛び、殴るだけである。
必殺垂直落下スマッシュ（ひっさつすいちょくらっかスマッシュ）
香虎時男戦で使用。空高く飛び、スマッシュを打つ技。コートに入った瞬間、ボールが粉々に砕け散るほどの威力がある。
砂田 ちひろ（すなだ ちひろ）
南中卓球部のマネージャー。2年生。
登校中に北中の連中に絡まれ、六袋に助けられるも、仕返しに来た黒田に「六袋と勝負し勝ったらストリップをやってもらう。」と人質にされてしまう。しかしこれらは全て六袋の仕組んだことと知り退部するが、六袋の再三の説得により復帰する（実は六袋は自分のジャージを洗濯させたかっただけである。このことは本人は知らない）。
卓球部内で唯一六袋に反抗できる人物で、金属バットで2度殴ったことがある。
西崎 太（にしざき ふとし）
南中卓球部の副主将。2年生。試合をしている場面がなく、実力は不明。
六袋とは違い、他の部員から人望がある。南中の秀才として知られており、校内の実力テストでは1位を取る実力がある（しかし答案を六袋にすり替えられ、彼の答案を提出したため最下位になってしまう）。
初詣の豊富は「毒薬六袋を良薬とすべし!!」であり、反抗するがことごとく失敗に終わってしまい、さらに「六袋に似てきた」と言われてしまう。
松川 尚博（まつかわ なおひろ）
南中卓球部員。2年生。
六袋と小学校から同じであり、彼の豹変の理由を知る唯一の人物。六袋の髪の毛を刈り坊主頭にした。
長谷川 功（はせがわ いさお）
南中卓球部員。1年生。
六袋とは違い「部活をさぼるのはよくない」と思うほど真面目であり、彼の存在を不可解に思っている。
黒田 満（くろだ みつる）
北中卓球部の主将。
秋の新人戦で六袋にストレートで敗れており、その雪辱戦とちひろに絡み六袋に返り討ちに遭った後輩の礼をしに南中に乗り込み、ちひろを人質に取り「自分が勝ったら、ちひろにストリップをやってもらう」と要求する。だが、実はすべて六袋との共謀だったことがばれてしまい、ちひろは激怒し退部してしまう。これに激怒した六袋に「必殺ネオカミソリボール」の練習台にされ、自慢の髭を剃られてしまうが、素顔はジャニーズ系だったことが判明する。
南 藤之助（みなみ ふじのすけ）
県立南中学校校長。57歳。
女生徒が好きで教え子にも平気で手を出す危ない校長であり、ちひろを自由にする権利をかけて六袋と対戦する。
伊豆の教職員旅行における温泉卓球トーナメントで10年連続チャンピオンになっており、「賞品キラーの藤之助」と呼ばれており、ボロボロのラケットを使い、傷だらけの台での試合を得意としている。右足を痛めており、六袋をマッチポイントまで追い込むが、痛みだし試合続行不可により敗れる。
卓球部が全国大会出場決定した際、写真部の新見により六袋が行った悪行が暴露され、職員会議により卓球部の廃部を決定をするが、六袋により援助交際の現場を盗撮され、写真部の名前で脅される。これに激怒し写真部の廃部にし、卓球部の全国大会の旅費を全額学校負担を決定する。
早田 状（はやた じょう）
春富第二中卓球部主将。
もともと体が小さくひ弱であり、卓球なら体格のハンデがないスポーツだと思い、始める。
昨年の地区予選会で六袋に敗れており、六袋のスピードとパワーに圧倒され、肉体改造を始める。マネージャーの富美子にアナボリックステロイドを勧められ、これを服用し強靭な肉体を手に入れ、軽快なフットワークを手に入れるが、薬の副作用で乳房が女性のように発達してしまった。中体連地区予選会1回戦で六袋と対戦し、あと一歩のところまで追い込むも六袋の挑発に乗りテクニックの勝負をしてしまい敗れる。後に今まで服用していた薬はただのビタミン剤であったと知るが、発達した胸や強靭の肉体など謎が残った。
富美子（とみこ）
春富第二中卓球部のマネージャー。
早田をアナボリックステロイドの効果を実験をするため利用する。早田は強靭な肉体を手に入れるが、副作用で乳房が女性のように発達してしまった。後に実は与えていたのはビタミン剤であり、本当は「ドーピングの効果は薬の効果より、薬を飲んでいるという本人の思い込みによる効果がより大きいのではないか」という説を証明したかったことを告白する。
今村 刑事（いまむら けいじ）
市民の平和と卓球を愛する警察官で階級は巡査部長。27歳。南署内では無敵になってしまい強敵を探している。
六袋とちひろが自転車を二人乗りしているところを発見し注意する。六袋の実力の噂を耳にしており、試合を申し込む。六袋の性格を一目で見抜き、教育的指導と称し叩きのめそうとするも、試合中に近くの刑務所から囚人が脱走したと連絡が入る。卓球と職務どちらを優先するが迷うが、なんだかんだ理由をつけて卓球を優先するも、良心の呵責攻撃により心を叩きのめされ敗れる。
六袋対桐生戦に再登場し、桐生の話に感動し中断した試合を続行させるため、ちひろを人質にとるも桐生は破れ自身も拘束されてしまう。
勤務する派出所内に卓球台があり、ロッカーの中には高級品の卓球用品が溢れるかえっている。しかし卓球用品は六袋に奪われてしまった。
前沢 明（まえざわ あきら）
東武中卓球部主将。地区大会3回戦で六袋と対戦する。昨年は同大会準決勝で対戦し敗れている。
マネージャーのまりあちゃんと、自称清い交際をしている。今時めずらし純な男であり、夢はまりあちゃんと一緒に自室でサイモン＆ガーファンクルのCDを聞くことである。
六袋戦では、まりあちゃんが小学生のとき六袋に「病院ごっこ」に誘われていたことを知り、激怒し鬼と化し「愛の力」により自分の実力をはるかに超えた力により圧倒するが、必殺注射打ちの前に敗れる。後にまりあちゃんの言い方が悪く「病院ごっこ」ではなく「美容院ごっこ」であったと判明する。
まりあちゃん
東武中卓球部マネージャー。主将の前沢と交際している。
六袋と小学生5年生のときのクラスメートであり再会した瞬間、六袋を包丁で刺そうとした。小学生5年の秋に、当時ショートヘアーが流行しており、髪を切りたいと言ったら、一度髪を切りたいと思っていた六袋に無理矢理縛られ、五部刈りにされてしまった。その頃六袋に好意を持っており、信じようとしたが登校拒否になり転校を余儀無くされる。一連のことを「美容院（ビヨウイン）ごっこ」を「病院（ビョウイン）ごっこ」と言い間違えてしまったため、六袋は誤解されてしまう。（五分刈りにしたことも当然非難される。）
春日 武（かすが たけし）
高遠北中代表。地区大会4回戦で六袋と対戦する。昨年は同大会決勝で六袋と対戦し敗れており、今大会も六袋と並び優勝候補の筆頭に挙げられている実力者。
六袋にライバルと認められており、お気に入りの帽子をプレゼントされるが、その前にこの帽子を被ってそば屋で食い逃げをしており、罪を擦り付けられそば屋の店主に連れていかれてしまう。六袋の策略にはまったため試合に間に合わず、棄権とみなされ敗れる。ちなみに店主は帽子しか覚えておらず、さらにこの帽子は大量に出回っていたため、犯人の特定は出来ず誤解は後に解けた。
官 神三（かん しんぞう）
超常学園卓球部主将。地区大会5回戦で六袋と対戦する。
生誕日時は6月6日、6時6分。身長166cm、体重66kｇ。
試合前の儀式で呼び出した悪魔に守られており、この悪魔の力による、相手選手のアンラッキーにより勝ち進んできている。しかし六袋戦では、あと一歩のところまで追い込むも、六袋が水銀灯を神三目掛けて落とすという行為を気に入り、彼に取り付いてしまい、運を持って行かれたため敗れる。
前沢 音吉（まえざわ おときち）
松川第三中学代表。地区大会準決勝で六袋と対戦する。前陣速攻型の選手。
やたらと大きな耳をしており、球の回転の音など微妙な音まで拾うことが出来、六袋流必殺戦法を破る。しかし異常聴覚が仇となり、古典落語をつぶやかれ、笑いを我慢出来ず最後には呼吸困難になり敗れる。
州田 登（すだ のぼる）
中川西中卓球部主将。
中体連地区予選の朝に、刑務所より脱走した桐生に他の部員共々監禁される。
桐生 卓寺郎（きりゅう たくじろう）
27歳。8年前のオリンピック代表選手。あきれるほど卓球が大好きで、1日8時間はボールを打たないと体がうずいて寝られないほどである。強化合宿中に右肘を怪我をしており、1週間休めば治る程度だったが、強化コーチの猪爪の忠告を無視し、練習を続けたため怪我が悪化し代表から外された。その後、卓球をバカにされたのでカッとなり犯罪を犯し、服役する。
卓球がやりたくなり刑務所を脱走し、中体連地区予選の朝に中川西中卓球部員を監禁し州田の名を語り、大会に参加する。決勝で六袋と対戦し、目にも留まらぬ速さの「スピードナックルサーブ」で圧倒的の強さを見せつけるが、警察にが突入し試合が中断されるが、桐生の話に感動した今村がちひろを人質にとり試合再開を要求する。しかし選手としてのピークはすでに過ぎており、サーブを返されると並みの選手になってしまう。最後は「必殺ベアナックルサーブ」で倒され警官に拘束されてしまう。ちなみ8年前の怪我はまだ完治していない。
香虎 時男（かとら ときお）
人気、実力ともの今が旬のアイドル。
毎週日曜の昼に放送されているテレビ番組内のコーナー、「香虎に挑戦」の収録のため南町にやってきた。今回の種目は得意の卓球であるが、女相手では盛り上がらないため、男との対戦を提案する。自分のイメージアップのため、ダサイ帽子を被っていた六袋を指名し、ワザといびり「5本中1本返せば勝ち」とハンデを与えるが、「必殺空中落下スマッシュ」で敗れる。試合後、怒りを我慢しサイン色紙を渡すが、その直後5千円で売りに出されるが買い手はいなかった。
矢島 良子（やじま りょうこ）
六袋の人格形成に大きな影響を与えた女。
六袋が小学生のとき、市立南小学校にやってきた教育実習生。実習にウサギの「サチコ」を連れてきて、六袋が飼育当番になったが、最初のうちはかわいがって世話をするが、卓球クラブに入部し卓球にとりつかれてしまい、エサを与えるのを忘れてしまい死なせてしまう。だが実は、サチコもともと病気で寿命は短く、それを承知で購入し自分の点数稼ぎに連れてきたのであった。そしてその日を境に突如行方不明になり、3日ほどして学校裏の古井戸で発見された。どうやら「誰か」に呼び出されて突き落とされたらしい。この事件により教師の道を断念した。
教育委員長（きょういくいいんちょう）
突如六袋に試合を申し込んだ覆面男。
教育委員会の「エライ人」であり、エラくなりすぎったばかりに好きな卓球が思うように出来なくなり、「無名の実力者」を探しており、「情報部」を使い六袋を探し当てた。これに怒った六袋にカミソリボールで覆面を切り刻まれ、素顔を見られてしまうが、直後に「自由青年教育者連盟」の人物に火炎ビンを投げこまれ、非難する。この事件により卓球台が焼けてしまい、税金を使い全ての台を買い換えたが、教育委員会で「予算内に約200万円の使途不明金がある。」と追及され、ポケットマネーで出すべきだあったと後悔する。
新見 明（にいみ あきら）
南中写真部部長。
六袋の非道徳行為を写真に収め、これをネタに卓球部の廃部をたくらむ。しかし、校長の性格を熟知している六袋は、校長が援助交際をしている現場を盗撮し、写真部の名を語り脅す。これに激怒した校長は写真部の廃部を決定し、暗室の改装費は卓球部の県大会への旅費に回された。
赤色卓球党（せきしょくたっきゅうとう）
卓球の文化的地位が低い日本を捨て、卓球王国中国へ亡命するため六袋達が乗る飛行機をハイジャックした。日本へ引き返すことを条件に六袋と勝負する。組み立て式の卓球台を携帯しており、機内で勝負中に起きた不慮の事故をノーカウントとして認めるなど紳士的である。六袋のことを認め、あと一歩のところまで追い込むが、卓球台を蹴ってしまい自ら反則負けを宣言する。そして「卓球のルールは地球より重い」と語り、投降する。ちなみにこの事件により六袋達は全国大会の1回戦に間に合わず不戦敗となってしまった。
ヤンキーお化け（ヤンキーおばけ）
文化祭荒らしをしているヤンキー3人組。特にお化け屋敷を恰好の標的にしている。南中にも現れ、卓球部が主催する「悲鳴をあげなかったら10万円進呈する」というお化け屋敷に参加する。しかし出口直前に仕掛けられた罠にはまり、悲鳴を上げてしまい、さらに六袋に檻に入れられ、「ヤンキーお化け」として利用されてしまう。このお化けは大好評で、人気アトラクション人気投票で1位を獲得し拍手喝采を浴び改心する。ちなみに卓球部はこのおかげで部費10万円を手に入れた。
羽つき仙人（はねつきせんにん）
和菓子屋の主人で、毎年正月に神社で羽つき大会を開催している。勝てば汁粉食べ放題だが、負ければ5千円取られる。みんなに煽てられた六袋は「自分が負けたら1万円出す。そのかわりどちらかが音を上げるまでのデスマッチ」という条件で勝負を挑む。序盤はいい勝負をするが、均衡を破るため「跳躍乱れ打ち」を出し、六袋は返すことが出来なかった。先の条件は老人の体力消耗を狙ったものであり、最後はぎっくり腰になり敗れる。
北川 正（きたかわ ただし）
南中の生徒。「不正を無くそう」をスローガンに生徒会長選挙に立候補する。人気があり大勢の支持者がいるが裏では拳法部主将の鬼澤を使い、暴力による脅しを行っていた。ある日これらの行いがバレそうになったが、「自分は鬼澤に脅されていた」と罪を擦り付け、生徒会長に就任する。しかし先の行いを知っていた六袋に脅され、卓球部の部費を倍にした。